# 圣若泽-杜斯巴西柳斯
圣若泽-杜斯巴西柳斯是巴西马拉尼昂州的一个市镇。总面积362.617平方公里，总人口7061人，人口密度19.5人/平方公里。